# Ipomoea fawcettii
Ipomoea fawcettii är en vindeväxtart som beskrevs av Ignatz Urban och Homer Doliver House. Ipomoea fawcettii ingår i släktet praktvindor, och familjen vindeväxter. Inga underarter finns listade i Catalogue of Life.